# Archytas vexor
Archytas vexor är en tvåvingeart som beskrevs av Charles Howard Curran 1928. Archytas vexor ingår i släktet Archytas och familjen parasitflugor. Inga underarter finns listade i Catalogue of Life.